# Temporada 1994 de la CART IndyCar World Series
La temporada 1994 de la PPG CART World Series fue la decimosexta temporada de la Championship Auto Racing Teams y siendo también parte del Campeonato de Monoplazas de Estados Unidos, se corrieron 16 carreras, iniciando el 20 de marzo en Surfers Paradise, Australia, y terminando el 9 de octubre en Monterey, California. El campeón del PPG CART IndyCar World Series fue para el piloto estadounidense Al Unser Jr., además también se adjudicó la 80.ª edición de las 500 Millas de Indianápolis. El destacado novato de la temporada, fue el piloto canadiense y futuro campeón del mundo con Williams F1 Team, el canadiense Jacques Villeneuve.

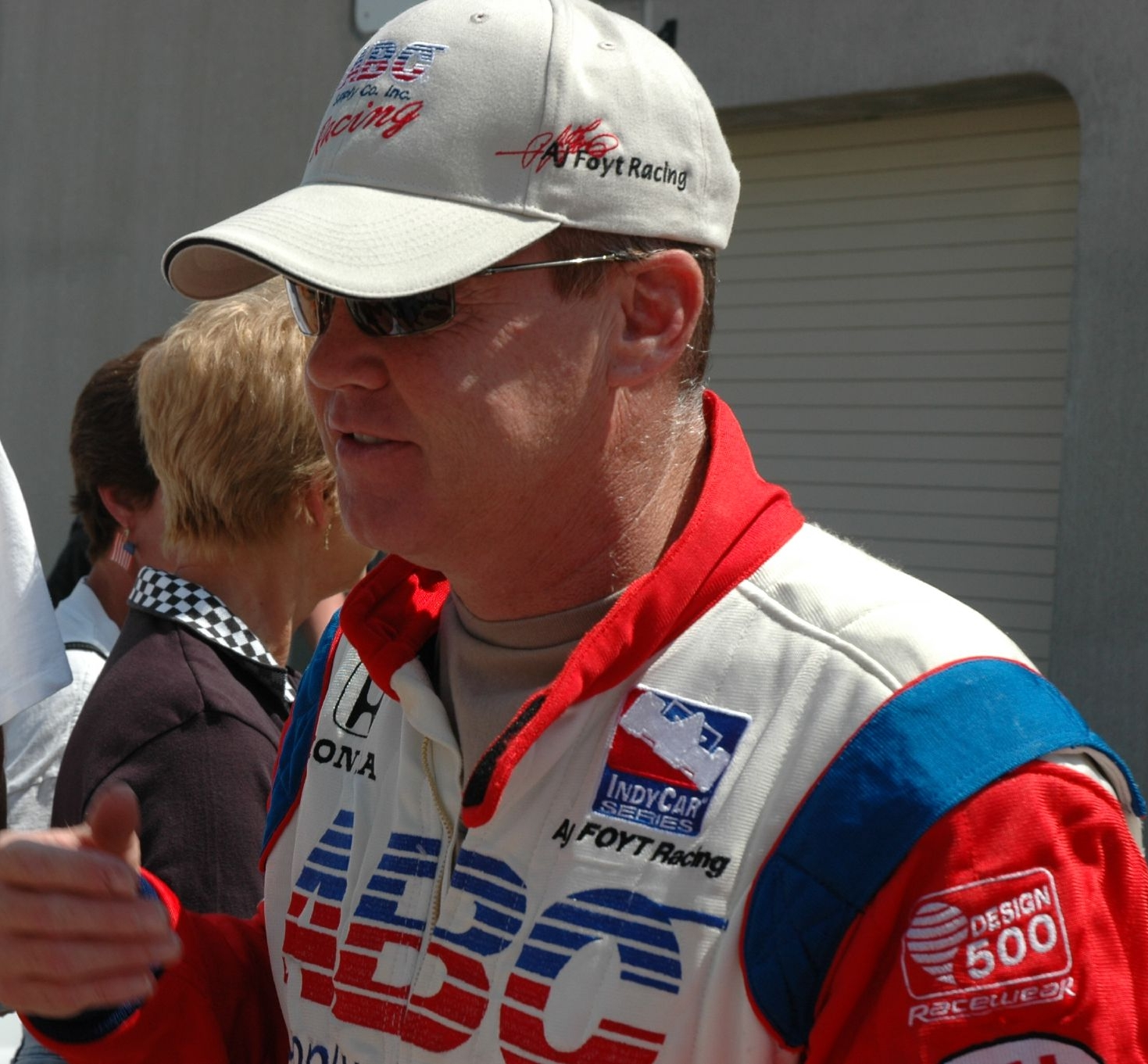
El piloto estadounidense Al Unser Jr., se adjudicó el título de la Championship Auto Racing Teams de la temporada 1994, así como las 500 millas de Indianapolis del mismo año.

## Descripción de la Temporada
La temporada de 1994 fue memorable por cuatro razones principales: el dominio del equipo Penske y su chasís PC-23, el retiro del gran Mario Andretti, el regreso de Michael Andretti después de su amarga temporada en la Fórmula 1, y el surgimiento del joven canadiense Jacques Villeneuve.
- Otra noticia importante se llevó a cabo antes de la temporada. El presidente del Indianapolis Motor Speedway, Tony George, anunció planes para la formación de lo que se convertiría la Indy Racing League, con un enfoque destinado a carreras ovalos y con predominio de pilotos estadounidenses. Esto hacía que el proyecto de la nueva serie fuese casi idéntica a la NASCAR, que en su momento tenía a todos sus pilotos estadounidenses y sólo dos de sus treinta y un carreras en circuitos. El calendario de la temporada 1994 de CART Indy World Series contó con seis carreras en ovalos (representando un 37,5% de las competencias) y once pilotos a tiempo completo eran de nacionalidad estadounidense (incluyendo al de origen italiano Mario Andretti y al de origen alemán Dominic Dobson). Paul Page para la cadena ABC Sports dijo durante una transmisión de la carrera de Surfers Paradise un anuncio, "La decisión de Tony George podría afectar de manera drástica lo que conocemos hoy en día las carreras IndyCar en el futuro".

## Equipos y pilotos
| Equip./Prop.               | Chasís                             | Motor                           | Neumáticos | Núm.  | Piloto (s)                                                                          |
| -------------------------- | ---------------------------------- | ------------------------------- | ---------- | ----- | ----------------------------------------------------------------------------------- |
| Newman/Haas Racing         | Lola T9400                         | Ford XB                         | G          | 1     | Nigel Mansell                                                                       |
| Newman/Haas Racing         | Lola T9400                         | Ford XB                         | G          | 6     | Mario Andretti                                                                      |
| Marlboro Team Penske       | Penske PC-23                       | Ilmor D 265E Mercedes-Benz 500I | G          | 2     | Emerson Fittipaldi                                                                  |
| Marlboro Team Penske       | Penske PC-23                       | Ilmor D 265E Mercedes-Benz 500I | G          | 3     | Paul Tracy                                                                          |
| Marlboro Team Penske       | Penske PC-23                       | Ilmor D 265E Mercedes-Benz 500I | G          | 31    | Al Unser Jr.                                                                        |
| Rahal-Hogan Racing         | Lola T9400 Lola T9300 Penske PC-22 | Honda Ilmor D Ilmor C           | G          | 4     | Bobby Rahal                                                                         |
| Rahal-Hogan Racing         | Lola T9400 Lola T9300 Penske PC-22 | Honda Ilmor D Ilmor C           | G          | 10    | Mike Groff                                                                          |
| Dick Simon Racing          | Lola T9400 Lola T9300              | Ford XB                         | G          | 5     | Raul Boesel                                                                         |
| Dick Simon Racing          | Lola T9400 Lola T9300              | Ford XB                         | G          | 22    | Hiro Matsushita                                                                     |
| Dick Simon Racing          | Lola T9400 Lola T9300              | Ford XB                         | G          | 79    | Tero Palmroth                                                                       |
| Dick Simon Racing          | Lola T9400 Lola T9300              | Ford XB                         | G          | 90    | Lyn St. James                                                                       |
| Dick Simon Racing          | Lola T9400 Lola T9300              | Ford XB                         | G          | 99    | Hideshi Matsuda                                                                     |
| Galles Racing              | Reynard 94I                        | Ilmor D                         | G          | 7     | Adrián Fernández                                                                    |
| Target Chip Ganassi Racing | Reynard 94I                        | Ford XB                         | G          | 8     | Michael Andretti                                                                    |
| Target Chip Ganassi Racing | Reynard 94I                        | Ford XB                         | G          | 88    | Maurício Gugelmin                                                                   |
| Walker Racing              | Lola T9400 Lola T9300              | Ford XB                         | G          | 9     | Robby Gordon                                                                        |
| Walker Racing              | Lola T9400 Lola T9300              | Ford XB                         | G          | 15    | Mark Smith                                                                          |
| Walker Racing              | Lola T9400 Lola T9300              | Ford XB                         | G          | 24    | Willy T. Ribbs                                                                      |
| A.J. Foyt Enterprises      | Lola T9400 Lola T9300 Lola T9200   | Ford XB                         | G          | 14    | Davy Jones Bryan Herta Eddie Cheever                                                |
| A.J. Foyt Enterprises      | Lola T9400 Lola T9300 Lola T9200   | Ford XB                         | G          | 33    | John Andretti                                                                       |
| Jim Hall/VDS Racing        | Reynard 94I                        | Ilmor D                         | G          | 11    | Teo Fabi                                                                            |
| Bettenhausen Motorsports   | Penske PC-22                       | Ilmor D Ilmor C                 | G          | 16    | Stefan Johansson                                                                    |
| Bettenhausen Motorsports   | Penske PC-22                       | Ilmor D Ilmor C                 | G          | 61    | Gary Bettenhausen                                                                   |
| Bettenhausen Motorsports   | Penske PC-22                       | Ilmor D Ilmor C                 | G          | 76    | Gary Brabham Robbie Groff Tony Bettenhausen Jr.                                     |
| King Racing                | Lola T9400 Lola T9300              | Ford XB                         | G          | 40    | Scott Goodyear                                                                      |
| King Racing                | Lola T9400 Lola T9300              | Ford XB                         | G          | 60    | Andrea Montermini                                                                   |
| Hayhoe Racing              | Reynard 94I                        | Ford XB                         | G          | 18    | Jimmy Vasser                                                                        |
| Team Menard                | Lola T9300                         | Buick                           | G          | 27    | Eddie Cheever                                                                       |
| Team Menard                | Lola T9300                         | Buick                           | G          | 51    | Eddie Cheever                                                                       |
| Team Menard                | Lola T9300                         | Buick                           | G          | 59    | Scott Brayton Geoff Brabham                                                         |
| Euromotorsport             | Lola T9300 Lola T9200              | Ilmor C Ilmor A                 | G          | 50    | Alessandro Zampedri Jeff Wood Giovanni Lavaggi Franck Fréon                         |
| Euromotorsport             | Lola T9300 Lola T9200              | Ilmor C Ilmor A                 | G          | 55    | David Kudrave Jeff Andretti Alessandro Zampedri                                     |
| ProFormance Motorsports    | Lola T9300                         | Ilmor C                         | G          | 45    | John Paul Jr.                                                                       |
| Payton/Coyne Racing        | Lola T9300 Lola T9200              | Ford XB Ilmor A                 | G          | 19    | Robbie Buhl Brian Till Johnny Unser Mauro Baldi Alessandro Zampedri                 |
| Payton/Coyne Racing        | Lola T9300 Lola T9200              | Ford XB Ilmor A                 | G          | 39    | Andrea Montermini Johnny Unser Ross Bentley                                         |
| Arciero Racing             | Lola T9400                         | Ford XB                         | G          | 25    | Marco Greco                                                                         |
| Indy Regency Racing        | Lola T9400                         | Ilmor D                         | G          | 28    | Arie Luyendyk                                                                       |
| Indy Regency Racing        | Lola T9400                         | Ilmor D                         | G          | 29    | Franck Fréon                                                                        |
| PacWest Racing             | Lola T9400                         | Ford XB                         | G          | 17    | Dominic Dobson                                                                      |
| PacWest Racing             | Lola T9400                         | Ford XB                         | G          | 71    | Scott Sharp                                                                         |
| Leader Card Racing         | Lola T9300                         | Ilmor C                         | G          | 23    | Buddy Lazier Giovanni Lavaggi                                                       |
| Hemelgarn Racing           | Reynard Lola T9100                 | Ford XB                         | G          | 91 95 | Stan Fox                                                                            |
| Forsythe/Green Racing      | Reynard 94I                        | Ford XB                         | G          | 12    | Jacques Villeneuve                                                                  |
| Project Indy               | Lola T9300                         | Ford XB                         | G          | 64    | Franck Fréon Didier Theys Christian Danner Domenico Schiattarella Andrea Montermini |
| Vitolo Racing              | Lola T9300                         | Ford XB                         | G          | 79    | Dennis Vitolo                                                                       |
| Pagan Racing               | Lola T9200                         | Buick                           | G          | 21    | Roberto Guerrero                                                                    |
| Arizona Motorsport         | Lola T9400                         | Ford XB                         | G          | 44    | Roberto Moreno Al Unser Tero Palmroth                                               |
| Tasman Motorsports         | Lola T9400                         | Ford XB                         | G          | 34    | Bryan Herta                                                                         |
| McCormack Motorsports      | Lola T9400                         | Ilmor D                         | G          | 30    | Claude Bourbonnais Fredrik Ekblom                                                   |
| Comptech Racing            | Lola T9400 Lola T9300              | Honda                           | G          | 49    | Parker Johnstone                                                                    |
| Greenfield Racing          | Lola T93/01                        | Greenfield GC 209T              | G          | 42    | Michael Greenfield Johnny Parsons Jr.                                               |

Suplencia parcial: (N°59)Giovanna Amati (Italia) Penske PC22 Ilmor Firestone fechas 10, 11 y 13 en reemplazo a Paul Tracy (Canada).

## Resultados de la Temporada

### Calendario y Resultados
| Rond. | Competencia                                               | Circuito                                      | Localización                            | Fecha            | Pole position      | Vuel. Rap.         | Ganador            | Equipo Ganador        |
| ----- | --------------------------------------------------------- | --------------------------------------------- | --------------------------------------- | ---------------- | ------------------ | ------------------ | ------------------ | --------------------- |
| 1     | IndyCar Gran Premio de Australia                          | Circuito callejero de Surfers Paradise        | Surfers Paradise, Queensland, Australia | 20 de marzo      | Nigel Mansell      | Nigel Mansell      | Michael Andretti   | Chip Ganassi Racing   |
| 2     | Slick 50 200 de Phoenix                                   | Phoenix International Raceway                 | Avondale, Phoenix Arizona               | 10 de abril      | Paul Tracy         | Emerson Fittipaldi | Emerson Fittipaldi | Marlboro Team Penske  |
| 3     | Toyota Gran Premio de Long Beach                          | Circuito callejero de Long Beach              | Long Beach, California                  | 17 de abril      | Paul Tracy         | Al Unser Jr.       | Al Unser Jr.       | Marlboro Team Penske  |
| 4     | 78.ª Edición de las 500 millas de Indianápolis            | Indianapolis Motor Speedway                   | Speedway, Indiana                       | 29 de mayo       | Al Unser Jr.       | Emerson Fittipaldi | Al Unser Jr.       | Marlboro Team Penske  |
| 5     | Miller Genuine Draft 200 Millas de Milwaukee              | Milwaukee Mile                                | West Allis, Wisconsin                   | 5 de junio       | Raul Boesel        | Al Unser Jr.       | Al Unser Jr.       | Marlboro Team Penske  |
| 6     | ITT Automotive Gran Premio de Detroit                     | Circuito callejero de Belle Isle Park         | Detroit, Míchigan                       | 12 de junio      | Nigel Mansell      | Al Unser Jr.       | Paul Tracy         | Marlboro Team Penske  |
| 7     | Budweiser/G. I. Joe's 200 Gran Premio de Portland         | Portland International Raceway                | Portland, Oregón                        | 26 de junio      | Al Unser Jr.       | Al Unser Jr.       | Al Unser Jr.       | Marlboro Team Penske  |
| 8     | Medic Drug Gran Premio de Cleveland                       | Circuito de Cleveland Burke Lakefront Airport | Cleveland, Ohio                         | 10 de julio      | Al Unser Jr.       | Al Unser Jr.       | Al Unser Jr.       | Marlboro Team Penske  |
| 9     | Molson Indy Toronto                                       | Circuito callejero de Exhibition Place        | Toronto, Ontario                        | 17 de julio      | Robby Gordon       | Michael Andretti   | Michael Andretti   | Chip Ganassi Racing   |
| 10    | Marlboro 500 de Míchigan                                  | Michigan International Speedway               | Brooklyn, Míchigan                      | 31 de julio      | Nigel Mansell      | Al Unser Jr.       | Scott Goodyear     | King Racing           |
| 11    | Miller Genuine Draft 200 de Ohio                          | Mid-Ohio Sports Car Course                    | Lexington, Ohio                         | 14 de agosto     | Al Unser Jr.       | Al Unser Jr.       | Al Unser Jr.       | Marlboro Team Penske  |
| 12    | Nueva Inglaterra Slick 50 200                             | New Hampshire Motor Speedway                  | Brooklyn, Míchigan                      | 21 de agosto     | Emerson Fittipaldi | Emerson Fittipaldi | Al Unser Jr.       | Marlboro Team Penske  |
| 13    | Molson Indy Vancouver                                     | Circuito Callejero de Vancouver               | Vancouver, Columbia Británica           | 4 de septiembre  | Robby Gordon       | Robby Gordon       | Al Unser Jr.       | Marlboro Team Penske  |
| 14    | Texaco/Havoline 200 millas al Gran Premio de Road America | Road America                                  | Elkhart Lake, Wisconsin                 | 11 de septiembre | Paul Tracy         | Nigel Mansell      | Jacques Villeneuve | Forsythe/Green Racing |
| 15    | Bosch Spark Plug Gran Premio de Nazareth                  | Nazareth Speedway                             | Nazareth, Pensilvania                   | 18 de septiembre | Emerson Fittipaldi | Emerson Fittipaldi | Paul Tracy         | Marlboro Team Penske  |
| 16    | Honda Gran Premio de Monterey                             | Mazda Raceway Laguna Seca                     | Monterey, California                    | 9 de octubre     | Paul Tracy         | Paul Tracy         | Paul Tracy         | Marlboro Team Penske  |

     Óvalo
     Circuito

### Estadísticas Finales
| Pos. | Piloto                 | SUR  | PHX | LBH | INDY 500 | MIL | DET | POR | CLE  | TOR | MIC | MDO | LOU | VAN | ROA | NAZ | LAG | Puntos |
| ---- | ---------------------- | ---- | --- | --- | -------- | --- | --- | --- | ---- | --- | --- | --- | --- | --- | --- | --- | --- | ------ |
| 1    | Al Unser Jr.           | 14   | 2   | 1*  | 1        | 1*  | 10* | 1*  | 1*   | 29  | 8   | 1   | 1   | 1   | 2   | 2   | 20  | 225    |
| 2    | Emerson Fittipaldi     | 2    | 1*  | 21  | 17*      | 2   | 2   | 2   | 20   | 3   | 10  | 3   | 3*  | 9   | 3   | 3   | 4   | 178    |
| 3    | Paul Tracy             | 16   | 23  | 20  | 23       | 3   | 1   | 3   | 3    | 5   | 16  | 2*  | 2   | 20  | 18* | 1*  | 1*  | 152    |
| 4    | Michael Andretti       | 1*   | 20  | 6   | 6        | 4   | 5   | 31  | 18   | 1*  | 22  | 5   | 5   | 3   | 17  | 9   | 28  | 118    |
| 5    | Robby Gordon           | 23   | 7   | 3   | 5        | 6   | 3   | 4   | 11   | 6   | 13  | 4   | 13  | 2   | 25  | 23  | 13  | 104    |
| 6    | Jacques Villeneuve     | 17   | 25  | 15  | 2        | 9   | 7   | 6   | 4    | 9   | 20  | 9   | 26  | 24  | 1   | 7   | 3   | 94     |
| 7    | Raul Boesel            | 27   | 8   | 4   | 21       | 8   | 28  | 23  | 6    | 12  | 9*  | 8   | 4   | 23  | 6   | 4   | 2   | 90     |
| 8    | Nigel Mansell          | 9    | 3   | 2   | 22       | 5   | 21  | 5   | 2    | 23  | 26  | 7   | 18  | 10* | 13  | 22  | 8   | 88     |
| 9    | Teo Fabi               | 7    | 26  | 9   | 7        | 17  | 4   | 27  | 9    | 8   | 4   | 21  | 20  | 18  | 4   | 6   | 5   | 79     |
| 10   | Bobby Rahal            | 26   | 14  | 30  | 3        | 7   | 6   | 12  | 28   | 2   | 28  | 27  | 9   | 7   | 9   | 14  | 29  | 59     |
| 11   | Stefan Johansson       | 5    | 4   | 10  | 15       | 26  | 22  | 8   | 5    | 14  | 14  | 12  | 23  | 26  | 8   | 5   | 12  | 57     |
| 12   | Scott Goodyear         | 10   | 11  | 19  | 30       | 22  | 11  | 28  | 14   | 10  | 1   | 22  | 11  | 4   | 7   | 8   | 27  | 55     |
| 13   | Adrián Fernández       | 13   | 10  | 8   | 28       | 16  | 23  | 10  | 7    | 13  | 23  | 6   | 8   | 22  | 5   | 21  | 7   | 46     |
| 14   | Mario Andretti         | 3    | 21  | 5   | 32       | 14  | 18  | 9   | 27   | 4   | 18  | 10  | 19  | 11  | 16  | 25  | 19  | 45     |
| 15   | Jimmy Vasser           | 4    | 5   | 24  | 4        | 11  | 20  | 32  | 31   | 25  | 25  | 14  | 7   | 15  | 28  | 13  | 26  | 42     |
| 16   | Maurício Gugelmin      | 6    | 15  | 7   | 11       | 15  | 8   | 30  | 8    | 20  | 15  | 25  | 14  | 5   | 19  | 10  | 22  | 39     |
| 17   | Arie Luyendyk          | 25   | 22  | 11  | 18       | 21  | 19  | 14  | 21   | 31  | 2   | 13  | 27  | 6   | 22  | 26  | 6   | 34     |
| 18   | Dominic Dobson         | 12   | 24  | 17  | 29       | 13  | 25  | 17  | 25   | 11  | 3   | 15  | 6   | 19  | 11  | 19  | 10  | 30     |
| 19   | Mark Smith             | 21   | Wth | 25  | DNQ      | 24  | 14  | 16  | 22   | 30  | 5   | 20  | 12  | 8   | 26  | 12  | 14  | 17     |
| 20   | Mike Groff             | 8    | 6   | 27  | 31       | 19  | 27  | 11  | 19   | 22  | 27  | 26  | 25  | 14  | 20  | 11  | 15  | 17     |
| 21   | Scott Sharp            | 11   | 9   | 28  | 16       | 12  | 13  | 18  | 24   | 16  | 12  | 11  | 24  | 12  | 10  | 15  | 21  | 14     |
| 22   | Willy T. Ribbs         | 18   | 28  | 18  | DNQ      | 25  | 16  | 25  | 12   | 21  | 7   | 28  | 10  | 25  | 24  | 18  | 11  | 12     |
| 23   | Bryan Herta            |      |     |     | 9        | 10  | 9   | 28  | 13   | Wth |     |     |     |     |     |     |     | 11     |
| 24   | Andrea Montermini      | Ret. |     |     |          |     |     |     | 16   | 7   |     |     |     |     |     |     | 9   | 10     |
| 25   | Alessandro Zampedri    | 22   |     | 22  | Wth      |     | 26  | 7   | 10   | 17  | Wth |     |     | 28  | 23  | 20  | 16  | 9      |
| 26   | Hiro Matsushita        | 15   | 27  | DNQ | 14       | 23  | DNQ | 21  | 15   | 18  | 6   | 18  | 17  | DNQ | 14  | 16  | 23  | 8      |
| 27   | Eddie Cheever          |      |     |     | 8        |     |     |     |      |     | 21  | 17  | 21  | 17  | 27  | 24  | 25  | 5      |
| 28   | John Andretti          |      |     |     | 10       |     |     |     |      |     |     |     |     |     |     |     |     | 3      |
| 29   | Marco Greco            | DNQ  | 16  | 23  | 27       | 20  | 24  | 20  | 26   | 15  | 11  | DNQ | 16  | 16  | 21  | 17  | 24  | 2      |
| 30   | Christian Danner       |      |     |     |          |     | 12  |     | Wth  |     |     |     |     |     | 12  |     |     | 2      |
| 31   | Davy Jones             | 19   | 12  | 14  | Wth      |     |     |     |      |     |     |     |     |     |     |     |     | 1      |
| 32   | Franck Fréon           |      |     | 12  |          |     |     | 15  |      |     |     |     |     | DNQ | 29  |     | 18  | 1      |
| 33   | Brian Till             |      | 19  |     | 12       |     |     |     |      |     |     |     |     |     |     |     |     | 1      |
| 34   | Robbie Groff           |      |     | 13  |          |     |     | 13  |      |     |     |     |     |     |     |     |     | 0      |
| 35   | Parker Johnstone       |      |     |     |          |     |     | 19  | 17   | 27  |     | 23  |     | 13  |     |     | 17  | 0      |
| 36   | Buddy Lazier           | DNQ  | 13  | 29  | DNQ      | 18  | 17  | 24  | Ret. | DNS | 24  | DNQ | DNS | 27  |     | DNQ |     | 0      |
| 37   | Stan Fox               |      |     |     | 13       |     |     |     |      |     |     |     |     |     |     |     |     | 0      |
| 38   | Giovanni Lavaggi       |      |     |     |          |     | DNQ |     | 30   |     |     |     |     |     | 15  |     | DNQ | 0      |
| 39   | Fredrik Ekblom         |      |     |     |          |     | 15  |     | Wth  |     |     |     |     |     |     |     |     | 0      |
| 40   | Johnny Unser           |      | DNQ | DNQ |          | DNQ |     |     |      |     |     |     | 15  |     |     |     |     | 0      |
| 41   | Robbie Buhl            | 20   |     | 16  |          |     |     |     |      |     |     |     |     |     |     |     |     | 0      |
| 42   | Domenico Schiattarella |      |     |     |          |     |     |     |      | 26  |     | 16  |     | Wth |     |     |     | 0      |
| 43   | Jeff Wood              |      |     |     |          | Wth |     | 29  | 23   | 28  | 17  | DNQ | DNQ |     |     | DNQ | DNQ | 0      |
| 44   | Jeff Andretti          |      | 17  |     | DNQ      |     |     |     |      |     |     |     |     |     |     |     |     | 0      |
| 45   | John Paul, Jr.         |      | 18  |     | 25       |     |     |     |      |     |     |     |     |     |     |     |     | 0      |
| 46   | Ross Bentley           |      |     |     | DNQ      | DNQ | DNQ | 22  | 29   | 19  | 19  | DNQ | 22  | DNQ | DNS | DNQ | DNQ | 0      |
| 47   | Mauro Baldi            |      |     |     |          |     |     |     |      |     |     | 19  |     |     |     |     |     | 0      |
| 48   | Lyn St. James          |      |     |     | 19       |     |     |     |      |     |     |     |     |     |     |     |     | 0      |
| 49   | Scott Brayton          |      |     |     | 20       |     |     |     |      |     |     |     |     |     |     |     |     | 0      |
| 50   | Claude Bourbonnais     |      |     | 26  |          |     |     |     |      | 24  |     | 24  |     | 21  | 30  |     |     | 0      |
| 51   | Gary Brabham           | 24   |     |     |          |     |     |     |      |     |     |     |     |     |     |     |     | 0      |
| 52   | Hideshi Matsuda        |      |     |     | 24       |     |     |     |      |     |     |     |     |     |     |     |     | 0      |
| 53   | Dennis Vitolo          |      |     |     | 26       |     |     |     |      |     |     |     |     |     |     |     |     | 0      |
| 54   | Roberto Guerrero       |      |     |     | 33       |     |     |     |      |     |     |     |     |     |     |     |     | 0      |
|      | Gary Bettenhausen      |      |     |     | DNQ      |     |     |     |      |     |     |     |     |     |     |     |     | 0      |
|      | Tony Bettenhausen Jr.  |      |     |     | Ret.     |     |     |     |      |     |     |     |     |     |     |     |     | 0      |
|      | Geoff Brabham          |      |     |     | DNQ      |     |     |     |      |     |     |     |     |     |     |     |     | 0      |
|      | Pancho Carter          |      |     |     | DNQ      |     |     |     |      |     |     |     |     |     |     |     |     | 0      |
|      | Jim Crawford           |      |     |     | DNQ      |     |     |     |      |     |     |     |     |     |     |     |     | 0      |
|      | Michael Greenfield     |      |     |     | Ret.     |     |     |     |      |     |     |     |     |     |     |     |     | 0      |
|      | Stéphan Grégoire       |      |     |     | DNQ      |     |     |     |      |     |     |     |     |     |     |     |     | 0      |
|      | David Kudrave          | DNQ  | DNQ | DNQ |          |     |     |     |      |     |     |     |     |     |     |     |     | 0      |
|      | Rocky Moran            |      |     |     | Ret.     |     |     |     |      |     |     |     |     |     |     |     |     | 0      |
|      | Roberto Moreno         |      |     |     | DNQ      |     |     |     |      |     |     |     |     |     |     |     |     | 0      |
|      | Tero Palmroth          |      |     |     | DNQ      |     |     |     |      |     |     |     |     |     |     |     |     | 0      |
|      | Johnny Parsons         |      |     |     | DNQ      |     |     |     |      |     |     |     |     |     |     |     |     | 0      |
|      | Johnny Rutherford      |      |     |     | Ret.     |     |     |     |      |     |     |     |     |     |     |     |     | 0      |
|      | Russell Spence         |      |     |     | Ret.     |     |     |     |      |     |     |     |     |     |     |     |     | 0      |
|      | Didier Theys           |      |     |     | DNQ      |     |     |     |      |     |     |     |     |     |     |     |     | 0      |
|      | Al Unser               |      |     |     | DNQ      |     |     |     |      |     |     |     |     |     |     |     |     | 0      |
| Pos. | Piloto                 | SUR  | PHX | LBH | INDY 500 | MIL | DET | POR | CLE  | TOR | MIC | MDO | LOU | VAN | ROA | NAZ | LAG | Puntos |

| Color       | Resultados                    |
| ----------- | ----------------------------- |
| Oro         | Ganador                       |
| Plata       | 2° Lugar                      |
| Bronce      | 3° Lugar                      |
| Verde       | 4° y 5° Lugar                 |
| Azul claro  | 6° – 10° Lugar                |
| Azul oscuro | Finalizó (Fuera del Top 10)   |
| Púrpura     | No acabaron la carrera        |
| Rojo        | No lograron calificarse (DNQ) |
| Marrón      | No Arrancó (DNS)              |
| Negro       | Descalificado (DSQ)           |
| Blanco      | No Arrancó (DNS)              |
| Blanco      | Abandono por carrera (C)      |
| Sin color   | No participó                  |

| In-line notation                                                            | |
| Negrita                                                                     | Pole position (1 punto; excepto en Indy y Iowa)                                                            |
| 1 Como la clasificación fue cancelada, no se otorgan el punto al polesitter | |
| Cursiva                                                                     | Vuélta más rápida                                                                                          |
| *                                                                           | Mayor Número de vueltas lideradas (2 puntos)                                                               |
| DNS                                                                         | Piloto que no calificó No logró arrancar (DNS), gana la 1/2 de los Puntos por haber calificado/participado |
| Novato del Año                                                              | |
| Novato                                                                      | |

### Sistema de Puntuación
Los puntos para la temporada se otorgaron sobre la base de los lugares obtenidos por cada conductor (independientemente de que si el coche está en marcha hasta el final de la carrera):
| Posición | 1  | 2  | 3  | 4  | 5  | 6 | 7 | 8 | 9 | 10 | 11 | 12 |
| Puntos   | 20 | 16 | 14 | 12 | 10 | 8 | 6 | 5 | 4 | 3  | 2  | 1  |

#### Puntos de bonificación
- 1 Punto Para la Pole Position
- 1 Punto por liderar la mayoría de vueltas de la carrera

## Copa de Naciones
| Pos. | País                        | SUR | PHX | LBH | INDY 500 | MIL | DET | POR | CLE  | TOR | MIC | MDO | LOU | VAN | ROA | NAZ | LAG | Puntos |
| ---- | --------------------------- | --- | --- | --- | -------- | --- | --- | --- | ---- | --- | --- | --- | --- | --- | --- | --- | --- | ------ |
| 1    | Estados Unidos              | 1   | 2   | 1   | 1        | 1   | 3   | 1   | 1    | 1   | 3   | 1   | 1   | 1   | 2   | 2   | 10  | 292    |
| 2    | Canadá                      | 10  | 11  | 15  | 2        | 3   | 1   | 3   | 3    | 5   | 1   | 2   | 2   | 4   | 1   | 1   | 1   | 225    |
| 3    | Brasil                      | 2   | 1   | 4   | 11       | 2   | 2   | 2   | 6    | 3   | 9   | 3   | 3   | 5   | 3   | 3   | 2   | 213    |
| 4    | Reino Unido/ Inglaterra (*) | 9   | 3   | 2   | 22       | 5   | 21  | 5   | 2    | 23  | 26  | 7   | 18  | 10  | 13  | 22  | 8   | 88     |
| 5    | Italia                      | 7   | 26  | 9   | 7        | 17  | 4   | 7   | 9    | 7   | 4   | 16  | 20  | 18  | 4   | 6   | 5   | 86     |
| 6    | Suecia                      | 5   | 4   | 10  | 15       | 26  | 15  | 8   | 5    | 14  | 14  | 12  | 23  | 26  | 8   | 5   | 12  | 57     |
| 7    | México                      | 13  | 10  | 8   | 28       | 16  | 23  | 10  | 7    | 13  | 23  | 6   | 8   | 22  | 5   | 21  | 7   | 46     |
| 8    | Holanda                     | 25  | 22  | 11  | 18       | 21  | 19  | 14  | 21   | 31  | 2   | 13  | 27  | 6   | 22  | 26  | 6   | 34     |
| 9    | Japón                       | 15  | 27  | DNQ | 14       | 23  | DNQ | 21  | 15   | 18  | 6   | 18  | 17  | DNQ | 14  | 16  | 23  | 8      |
| 10   | Alemania                    |     |     |     |          |     | 12  |     | Ret. |     |     |     |     |     | 12  |     |     | 2      |
| 11   | Francia                     |     |     | 12  | DNQ      |     |     | 15  |      |     |     |     |     | DNQ | 29  |     | 18  | 1      |
| 12   | Australia                   | 24  |     |     | DNQ      |     |     |     |      |     |     |     |     |     |     |     |     | 0      |
| 13   | Colombia                    |     |     |     | 33       |     |     |     |      |     |     |     |     |     |     |     |     | 0      |
|      | Bélgica                     |     |     |     | DNQ      |     |     |     |      |     |     |     |     |     |     |     |     | 0      |
|      | Finlandia                   |     |     |     | DNQ      |     |     |     |      |     |     |     |     |     |     |     |     | 0      |
|      | Reino Unido/ Escocia (**)   |     |     |     | DNQ      |     |     |     |      |     |     |     |     |     |     |     |     | 0      |
| Pos. | País                        | SUR | PHX | LBH | INDY 500 | MIL | DET | POR | CLE  | TOR | MIC | MDO | LOU | VAN | ROA | NAZ | LAG | Puntos |

### Copa de Fabricantes de Chasis
| Pos. | Chasís                 | Mej. Equip.                | Mej. Pilot.      | SUR | PHX | LBH | INDY 500 | MIL | DET | POR | CLE | TOR | MIC | MDO | LOU | VAN | ROA | NAZ | LAG | Puntos |
| ---- | ---------------------- | -------------------------- | ---------------- | --- | --- | --- | -------- | --- | --- | --- | --- | --- | --- | --- | --- | --- | --- | --- | --- | ------ |
| 1    | Penske PC-23/PC-22     | Marlboro Team Penske       | Al Unser Jr.     | 2   | 1   | 1   | 1        | 1   | 1   | 1   | 1   | 3   | 8   | 1   | 1   | 1   | 2   | 1   | 1   | 313    |
| 2    | Lola T9400/T9300/T9200 | Walker Racing              | Robby Gordon     | 3   | 3   | 2   | 5        | 5   | 3   | 4   | 2   | 2   | 1   | 4   | 4   | 2   | 6   | 4   | 2   | 226    |
| 3    | Reynard 94I            | Target Chip Ganassi Racing | Michael Andretti | 1   | 5   | 6   | 2        | 4   | 4   | 6   | 4   | 1   | 4   | 5   | 5   | 3   | 1   | 6   | 3   | 208    |
| Pos. | Chasís                 | Mej. Equip.                | Mej. Pilot.      | SUR | PHX | LBH | INDY 500 | MIL | DET | POR | CLE | TOR | MIC | MDO | LOU | VAN | ROA | NAZ | LAG | Puntos |

### Copa de Fabricantes de Motoristas
| Pos. | Motor         | Mej. Equip.                | Mej. Pilot.       | SUR | PHX | LBH | INDY 500 | MIL | DET | POR | CLE | TOR | MIC | MDO | LOU | VAN | ROA | NAZ | LAG | Puntos |
| ---- | ------------- | -------------------------- | ----------------- | --- | --- | --- | -------- | --- | --- | --- | --- | --- | --- | --- | --- | --- | --- | --- | --- | ------ |
| 1    | Ilmor D, C, A | Marlboro Team Penske       | Al Unser Jr.      | 2   | 1   | 1   | 3        | 1   | 1   | 1   | 1   | 3   | 2   | 1   | 1   | 1   | 2   | 1   | 1   | 316    |
| 2    | Ford XB       | Target Chip Ganassi Racing | Michael Andretti  | 1   | 3   | 2   | 2        | 4   | 3   | 4   | 2   | 1   | 1   | 4   | 4   | 2   | 1   | 4   | 2   | 258    |
| 3    | Honda         | Rahal Hogan Racing         | Bobby Rahal       | 8   | 6   | 27  | DNQ      | 7   | 6   | 11  | 17  | 2   | 27  | 23  | 9   | 7   | 9   | 11  | 15  | 69     |
| 4    | Mercedes      | Marlboro Team Penske*      | Al Unser Jr.*     |     |     |     | 1        |     |     |     |     |     |     |     |     |     |     |     |     | 22     |
| 5    | Buick         | Team Menard*               | Eddie Cheever*    |     |     |     | 8        |     |     |     |     |     |     |     |     |     |     |     |     | 5      |
|      | Chevrolet C   | Desconocido*               | Stephan Gregoire* |     |     |     | DNQ      |     |     |     |     |     |     |     |     |     |     |     |     | 0      |
|      | Greenfield V8 | Greenfield Industries*     | Johnny Parsons*   |     |     |     | DNQ      |     |     |     |     |     |     |     |     |     |     |     |     | 0      |
| Pos. | Motor         | Mej. Equip.                | Mej. Pilot.       | SUR | PHX | LBH | INDY 500 | MIL | DET | POR | CLE | TOR | MIC | MDO | LOU | VAN | ROA | NAZ | LAG | Puntos |